# Tallada
Tallada (arab. تلعادة) – wieś w Syrii, w muhafazie Idlib. W 2004 roku liczyła 5599 mieszkańców.